# Степанов, Михаил Карпович
Михаил Карпович Степанов (1912—1962) — участник Великой Отечественной войны, командир роты 13-го гвардейского воздушно-десантного полка 1-й гвардейской воздушно-десантной дивизии 53-й армии 2-го Украинского фронта, гвардии младший лейтенант. Герой Советского Союза.

## Биография
Родился 15 сентября 1912 года в селе Колосовка Российской империи, ныне Веселиновского района Николаевской области Украины, в семье крестьянина. Украинец.
Окончил восемь классов средней школы. Работал шофёром.
В 1934 году был призван в ряды Красной Армии. В 1937 году демобилизовался. Вторично призван в армию 1939 году. В 1940 году окончил курсы младших лейтенантов. Участник освободительного похода советских войск в Западную Украину и Западную Белоруссию 1939 года, советско-финской войны 1939—1940 годов. В боях Великой Отечественной войны с июня 1941 года. Воевал на 2-м Украинском фронте.
24-25 октября 1944 года командир роты 13-го гвардейского воздушно-десантного полка гвардии младший лейтенант Михаил Степанов в боях в районе местечка Тисадорогма, северо-восточнее города Тисафюред на территории Венгрии, в числе первых с ротой форсировал реку Тиса, захватил и удерживал рубеж, отразив несколько яростных контратак противника. Был ранен, но не покинул поля боя.
С 1946 года гвардии младший лейтенант М. К. Степанов — в отставке.
Жил в городе Кировограде. Работал на заводе «Красная Звезда».
Умер 25 мая 1962 года. Похоронен в Кировограде в Пантеоне Вечной Славы.

## Награды
- Указом Президиума Верховного Совета СССР от 24 марта 1945 года за мужество и героизм, проявленные при форсировании Тисы и удержании плацдарма на её западном берегу гвардии младшему лейтенанту Михаилу Карповичу Степанову присвоено звание Героя Советского Союза с вручением ордена Ленина и медали «Золотая Звезда» (№ 7327).
- Награждён орденами Ленина, Красной Звезды и медалями.

## Память
- Бюст Героя установлен на его родине в селе Колосовка.